# Valea Coșuștei
Valea Coșuștei – wieś w Rumunii, w okręgu Mehedinți, w gminie Căzănești. W 2011 roku liczyła 164 mieszkańców.